# 德米特里夫卡 (布倫區)
51°1′46″N 33°50′43″E / 51.02944°N 33.84528°E
德米特里夫卡（烏克蘭語：Дмитрівка）是位於烏克蘭東北部的村莊，由蘇梅州科諾托普區的布林市鎮負責管轄。該村處於捷爾恩河右岸，距離茹基夫卡、庫布拉科韋和蘇霍韋爾希夫卡1.5公里，海拔高度164米，2001年人口236。